# 2068
Cette page concerne l'année 2068  du calendrier grégorien.
L'année 2068 est une année bissextile qui commence un dimanche.
C'est la 2068e année de notre ère, la 68e année du IIIe millénaire et du XXIe siècle et la 9e année de la décennie 2060-2069.

## Autres calendriers
- Calendrier berbère : 3017 / 3018
- Calendrier hébraïque : 5828 / 5829
- Calendrier indien : 1989 / 1990
- Calendrier musulman : 1488 / 1489
- Calendrier persan : 1446 / 1447

## Dans la fiction
- La série Capitaine Scarlet se déroule en 2068.
- Divers personnages de la série Kamen Rider Zi-O (Ohma Zi-O, Geiz, Tsukuyomi, Woz, les membres de la résistance) proviennent de l'an 2068.